# Tchatkalophantes rupeus
Espèce
Synonymes
- Lepthyphantes rupeus Tanasevitch, 1986

Tchatkalophantes rupeus est une espèce d'araignées aranéomorphes de la famille des Linyphiidae.

## Distribution
Cette espèce est endémique du Kazakhstan. Elle se rencontre dans l'oblys de Djamboul entre 1 000 et 1 100 m d'altitude dans les monts Chu-Ili.

## Description
Le mâle holotype mesure 2,08 mm et la femelle décrite par Tanasevitch en 2001 mesure 1,90 mm.

## Publication originale
- Tanasevitch, 1986 : New and little-known species of Lepthyphantes Menge 1866 from the Soviet Union (Arachnida: Araneae: Linyphiidae). Senckenbergiana Biologica, vol. 67, no 1/3, p. 137-172.